# Эль-Йебли, Юссеф
Юссеф Эль-Йебли (нидерл. Youssef El Jebli; 27 декабря 1992, Утрехт) — нидерландский и марокканский футболист, полузащитник.

## Карьера
Юссеф родился в Утрехте в Нидерландах в марокканской семье, где всего было пятеро детей. Он вырос в округе Овервехт, отец привёл его в первый клуб «ВВ Де Дреф», когда ему было шесть лет. Он покинул клуб четыре сезона спустя из-за отсутствия перспектив. Затем он перешёл в «УСВ Элинквейк», самый известный любительский клуб в Утрехте. «Я сказал себе, что, если Ибрагим Афеллай, Исмаил Айссати и Закария Лабьяд имели свои шансы в этом клубе, почему бы не я? Но это был не тот случай». Он покинул клуб сезон спустя, чтобы перейти в «УСВ Эркулес». С июля 2010 года он играл в клубе «УСВ Эркулес», где провёл три сезона, прежде чем официально дебютировать в первой команде.
в сезоне 2014/15 Эль-Йебли перешёл на правах свободного агента из «УСВ Эркулес» в клуб «Линден», с которым он выиграл третий дивизион и «общий любительский чемпионат». Затем Эль-Йебли перешёл в «Де Графсхап» за 50 000 евро.
В первой игре сезона 2015/16 за «Де Графсхап» против «Херенвеена» Эль-Йебли дебютировал в Эредивизи, выйдя на замену вместо Натана Кабаселе на 70-й минуте. Тренер Ян Времан обещал Юссефу Эль-Йебли много игрового времени. В своём первом сезоне он сыграл 31 матч в Эредивизи, а его команда вылетела в первый дивизион. В следующем сезоне 2016/17 он забил четыре гола в первом дивизионе. В сезоне 2017/18 он забил девять голов и сделал 14 голевых передач в 42 играх, а его команда смогла выйти в Эредивизи. 16 мая 2018 года Эль-Йебли подписал контракт с клубом на два года.
23 августа 2019 года Эль-Йебли подписал двухлетний контракт с «Аль-Фейсали» из Саудовской Аравии. В сентябре 2020 года он перешёл в клуб «Аль-Батин».

## Происхождение
Эль-Йебли родился в Нидерландах и имеет марокканские корни. Поэтому в 2019 году Юссеф Эль-Йебли выразил желание выступать в национальной сборной Марокко.